# Cyrestis buruanus
Cyrestis buruanus är en fjärilsart som beskrevs av Martin 1903. Cyrestis buruanus ingår i släktet Cyrestis och familjen praktfjärilar. Inga underarter finns listade i Catalogue of Life.